# Otakar Božejovský
Otakar Božejovský, auch Otakar Božejovský von Rawennoff (* 18. April 1948 in Prag) ist ein tschechischer Verleger.

## Leben
Božejovský emigrierte 1968 nach der Niederschlagung des Prager Frühlings durch die Rote Armee in die Schweiz. 1973 gründete er in Zürich zusammen mit Štěpán Zavřel den Kinderbuchverlag Bohem Press. Der Verlag publizierte Bilderbücher in 68 Sprachen und erhielt Preise und Auszeichnungen. Ebenso stellte er die Originale seiner Künstler in Museen aus.
1988 erhielt er den Venezianischen Löwen, die von der Stadt Venedig verliehene Auszeichnung für kulturelle Verdienste.
1999 gründete er die "Galerie für moderne Kunst" in Zürich.
Božejovský lebt heute in Prag und Norditalien. Er ist seit 1994 mit Susanne Zeller verheiratet.
Als Autor veröffentlichte er 1982 das Werk "Moderne Kinderbuchillustratoren Europas".